# Anomis vulpicolor
Anomis vulpicolor é uma mariposa da família Noctuidae. É endêmica do Havaí. Suas larvas se alimentam da espécie Osteomeles anthyllidifolia.